# Dańczów

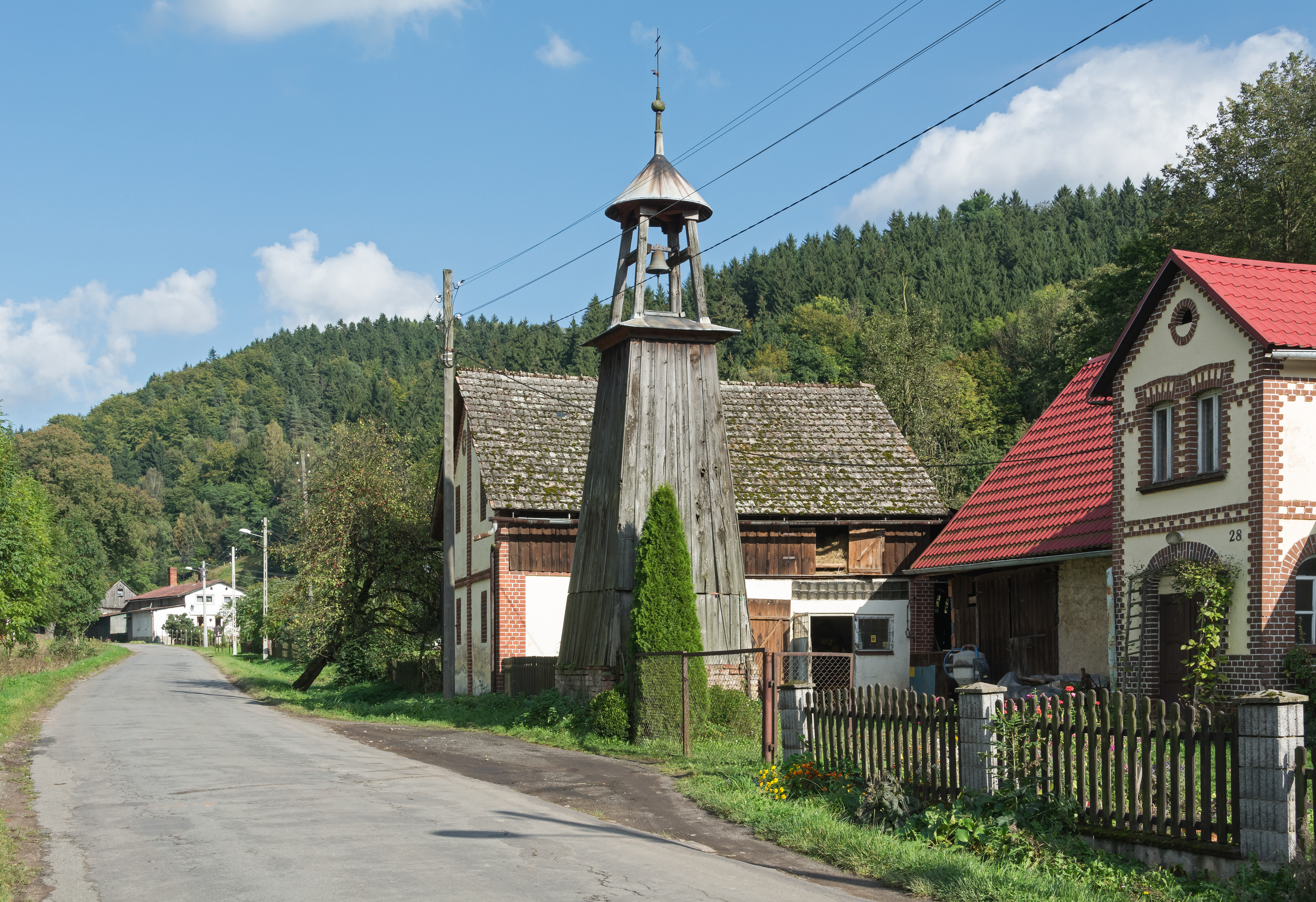
Glockenturm von Dańczów, 2014

Dańczów (deutsch: Tanz) ist ein Ort in der Landgemeinde Lewin Kłodzki (Lewin) im Powiat Kłodzki der Woiwodschaft Niederschlesien in Polen. Es liegt acht Kilometer westlich von Duszniki-Zdrój (Bad Reinerz).

## Geographie
Dańczów liegt im Westen des Glatzer Kessels in den südlichen Ausläufern des Heuscheuergebirges. Es wird über eine parallel zur Europastraße 67 verlaufende Nebenstraße erreicht, die bei Jeleniów (Gellenau) abzweigt. Nachbarorte sind Żyznów (Tschischney) und Gołaczów (Hallatsch) im Nordosten, Leśna (Löschney) und Lewin Kłodzki im Südosten, Jeleniów im Südwesten, Zakrze (Sackisch) im Westen und Jerzykowice Wielkie (Großgeorgsdorf) im Nordwesten.

## Geschichte
Tanz gehörte ursprünglich zur böhmischen Herrschaft Nachod und wurde erstmals 1477 urkundlich erwähnt. Damals gliederte Herzog Heinrich d. Ä., dem seit 1472 die Herrschaften Nachod und Hummel sowie die Grafschaft Glatz gehörten, das gesamte Kirchspiel der Lewiner Pfarrkirche St. Michael, zu dem Tanz gehörte, in die Herrschaft Hummel und diese im selben Jahr in seine Grafschaft Glatz ein. 1561 erwarb der böhmische Landesherr Teile der Herrschaft Hummel. Auch nach deren Auflösung 1595 blieben die zugehörigen Ortschaften im Besitz der königlichen Kammer. Sie verkaufte 1684 Tanz und die benachbarten Dörfer Gellenau, Sackisch, Tassau, Järker, Kleingeorgsdorf und Großgeorgsdorf zur Finanzierung der Türkenkriege dem Kaspar Josef von Alten, dem schon das Freirichtergut in Gellenau gehörte. Dadurch wurde Tanz zur neu gebildeten Gutsbezirk Gellenau untertänig.
Nach dem Ersten Schlesischen Krieg 1742 und endgültig nach dem Hubertusburger Frieden 1763 fiel Lewin zusammen mit der Grafschaft Glatz an Preußen. 1793 bestand es aus 29 Häusern, in denen 188 Einwohner lebten. Nach der Neugliederung Preußens gehörte es ab 1815 zur Provinz Schlesien und war 1816–1945 dem Landkreis Glatz eingegliedert. Es bildete eine eigene Landgemeinde und gehörte zum Amtsbezirk Gellenau. 1939 wurden 238 Einwohner gezählt. 
Als Folge des Zweiten Weltkriegs fiel Tanz 1945 wie fast ganz Schlesien an Polen und wurde in Dańczów umbenannt. Die deutsche Bevölkerung wurde weitgehend vertrieben.  Die neu angesiedelten Bewohner waren teilweise Zwangsumgesiedelte aus Ostpolen, das an die Sowjetunion gefallen war. Da die Zahl der Einwohner deutlich zurückging, wurden zahlreiche Häuser und Gehöfte dem Verfall preisgegeben. 1975–1998 gehörte Dańczów zur Woiwodschaft Wałbrzych (Waldenburg).

## Sehenswürdigkeiten
- Hölzerner Glockenturm von 1849